# Fredeluga carablanca
La fredeluga carablanca (Vanellus crassirostris) és una espècie d'ocell de la família dels caràdrids (Charadriidae) que habita llacs i pantans amb vegetació flotant de l'Àfrica subsahariana, a l'àrea del Llac Txad, oest d'Angola i Àfrica oriental i Meridional, des del sud del Sudan cap al sud, a través del sud-est de Kenya, est de la República Democràtica del Congo, Uganda i Tanzània fins al nord-est de Namíbia, Zàmbia, nord de Botswana, nord de Zimbàbue, Malawi, sud de Moçambic i nord-est de Sud-àfrica.